# زبان کاریایی

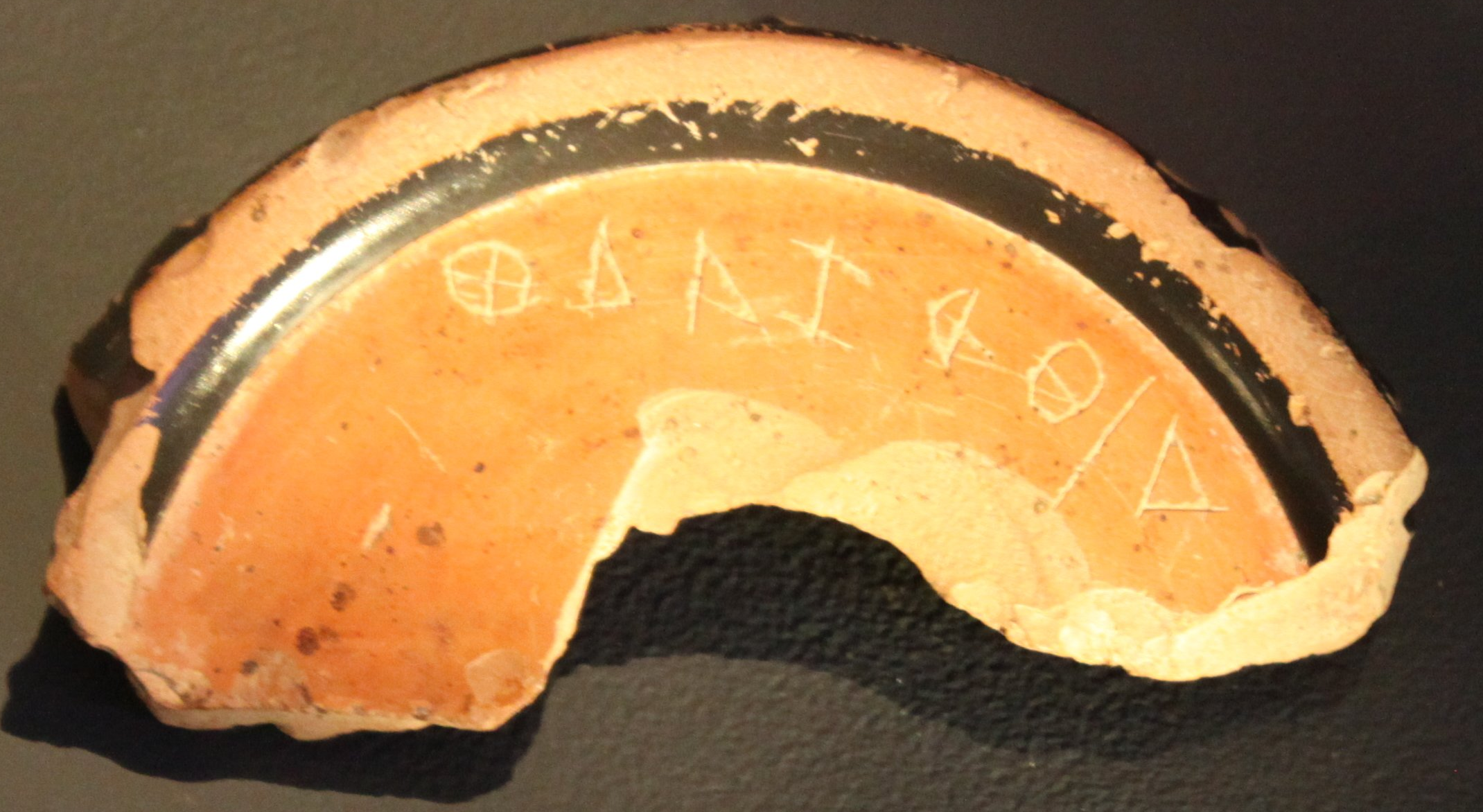
کتیبه‌ای به زبان کاریایی از نام 𐊨𐊣𐊠𐊦𐊹𐊸, qlaλiś

زبان کاریایی (به انگلیسی: Carian language) از زبان‌های مرده، خانواده زبانی زبان‌های هندواروپایی و از شاخه زبان‌های آناتولی آن است. کاریان به این زبان سخن می‌گفتند. نزدیکی این زبان به زبان لیدیایی از زبان لیکیه‌ای بیشتر بوده است. نام‌های دیگر این زبان که تاکنون به ثبت رسیده اَند ( سآنگُدُس، کآفِنُس، ترواُلِس، نآستِس، نُمییُن، مائوسلوس و...) است. از شمار اندکی سنگ‌نوشته، واژه‌هایی از زبان کاریایی شناسایی شده‌اند (در پای همین برگه نمونه‌هایی را می‌توانید بخوانید).